# Hotta Masayoshi
Hotta Masayoshi est un nom japonais traditionnel ; le nom de famille (ou le nom d'école), Hotta, précède donc le prénom (ou le nom d'artiste).
Hotta Masayoshi (堀田 正睦, 30 août 1810 - 26 avril 1864) est un daimyo de l'époque d'Edo et une importante personnalité du Bakumatsu.

## Rōjū
Après Abe Masahiro, Hotta est conseiller principal (rōjū) du shogun de 1837 à 1843 et de nouveau de 1855 à 1858. C'est à ce titre qu'il doit négocier à cette époque le traité d'amitié et de commerce entre les États-Unis et le Japon.

### Gaikoku-bōeki-toshirabe-gakari
Hotta forme un comité ad hoc de fonctionnaires du bakufu ayant une connaissance spéciale des affaires étrangères et s'installe à la tête de ce groupe de travail. En novembre 1856, il en nomme les membres et les charge de faire des recommandations sur les conditions d'ouverture des ports japonais. Les résultats de leurs délibérations servent de base aux négociations qui aboutissent finalement au traité d'amitié et de commerce de 1858.

### Traité Harris
Townsend Harris en tant que représentant des États-Unis exige que le Japon ouvre six ports au commerce, autorise les Américains à voyager librement à travers le Japon et que leur soit accordée l'extraterritorialité. Hotta essaye alors de convaincre l'empereur du Japon et les daimyōs (seigneurs féodaux) d'accepter le traité. En raison de sa connaissance des événements de la guerre de la flèche, Hotta croit savoir quelle peut être la violence de la réaction dont les États-Unis sont susceptibles si leur demande est rejetée. À cette fin, il rompt même avec la tradition et demande à parler directement à l'empereur mais la cour impériale refuse de signer le traité sans le soutien des daimyōs.
Démissionnaire en 1858, Hotta est remplacé par Ii Naosuke et le traité est signé peu après sans le consentement de l'empereur.

## Source de la traduction
- (en) Cet article est partiellement ou en totalité issu de l’article de Wikipédia en anglais intitulé « Hotta Masayoshi » (voir la liste des auteurs).